# Риве
Рѝве (на италиански и на пиемонтски: Rive) е село и община в Северна Италия, провинция Верчели, регион Пиемонт. Разположено е на 126 m надморска височина. Населението на общината е 481 души (към 2013 г.).